# Au vent

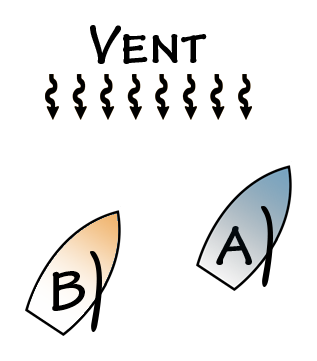
A est au vent de B.

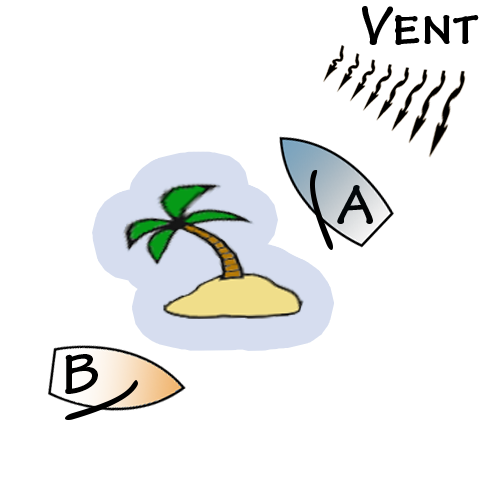
A passe au vent de l’île (B passe sous le vent de celle-ci.

L'expression « au vent » s'utilise pour situer un objet dans l'espace en indiquant qu'il se trouve du côté d'où souffle le vent, par rapport à un objet servant de référence. Ainsi, l'objet est au-delà d'une ligne perpendiculaire au vent passant par l'objet, et reçoit le vent avant l'objet de référence. A contrario, on dit qu'il est sous le vent de l'objet de référence s'il reçoit le vent en second. 
Sur un navire, l'expression s'utilise à la fois pour désigner l'un des côtés du bateau (celui qui est dégagé sur un voilier), et pour désigner une portion du plan d'eau. 
L'expression peut aussi être utilisée par rapport à un autre point de référence, par exemple « passer au vent d'une île ».
Le règlement international pour prévenir les abordages en mer cite ce terme dans la règle 12 .
La position par rapport au vent donne lieu à des tactiques spécifiques, que ce soit dans le cadre d'une régate ou d'un combat naval.